# Археологические памятники долины Упано
Археологические памятники долины Упано в тропических лесах Амазонки на востоке Эквадора (провинция Морона-Сантьяго) включают несколько городов, которые были заселены ещё в 500 году до н. э., более чем на тысячелетие раньше любого другого известного сложноорганизованного амазонского сообщества.
Самые ранние свидетельства наличия древних поселений в регионе долины Упано были обнаружены в 1970-х годах. В 1990-х годах в этом регионе начал раскопки Стефан Ростейн, археолог из французского Национального центра научных исследований. Изучение территории ускорилось после того, как правительство Эквадора в 2015 году профинансировало обследование долины Упано при помощи лидара, что способствовало обнаружению значительно большего количества поселений, чем было известно ранее. Команда Ростейна опубликовала результаты исследования, произведённого при помощи лидара, в журнале Science в январе 2024 года.
Известные археологические памятники расположены на площади 300 квадратных километров в долине реки Упано. Команда Ростейна сообщила об открытии пятнадцати поселений, пять из которых были описаны как «крупные поселения». Исследователи уделяли особое внимание раскопкам двух поселений, известных как Киламопе и Сангай. Основная территория Киламопе занимает площадь, сравнимую по размеру с плато Гиза или главным проспектом Теотиуакана. Типичная схема строительства на этих участках центрировалась вокруг прямоугольных платформ, возведённых путём раскапывания и выравнивания вершин холмов. Было обнаружено около 6000 таких платформ, на которых располагались конструкции группами по три-шесть штук. Считается, что постройки в основном были жилыми, хотя некоторые из них, предположительно, имели церемониальное назначение. На платформах были обнаружены очаги и ямы, а также кувшины, камни для измельчения растений и сожжённые семена. Их размеры составляют в ширину около 20 на 10 метров, в высоту 2-3 метра. В одном комплексе в Киламопе имелась платформа размером 140 на 40 метров. Жилые районы долины соединяла система дорог протяженностью до 25 километров. Вокруг некоторых населённых пунктов находились канавы и дорожные заграждения, что позволяет предположить, что жителям, возможно, приходилось защищаться от угроз.
Городские районы долины Упано были окружены сельскохозяйственными угодьями, включая поля и террасы на склонах холмов, на которых выращивали такие культуры, как кукуруза, маниок и сладкий картофель. Эти сельскохозяйственные земли были ограничены сетью дренажных канав и каналов. Ростейн предполагает, что близлежащий вулкан Сангай предоставил региону богатую для возделывания почву.
Места в долине Упано были впервые заселены около 500 году до н. э. и, как полагают, заброшены между 300 и 600 годами н. э. Ростейн предполагает, что упадок этих мест может быть связан с извержениями вулкана Сангай. Численность населения региона является предметом дискуссий. Антуан Дорисон, соавтор статьи в Science, считает, что население достигло пика примерно от 15 000 до 30 000 человек. По мнению других исследователей, что в этом регионе могло проживать более 100 000 человек.
Археологи отнесли жителей этих мест к представителям культур Киламопе и Упано. Общество и культурные практики этих групп до сих пор мало изучены. Материальная культура, обнаруженная в регионе, включает расписную керамику, кувшины с остатками чичи, алкогольного напитка на основе кукурузы, распространенного в доколумбовой Южной Америке.